# Duplexbeschichtung

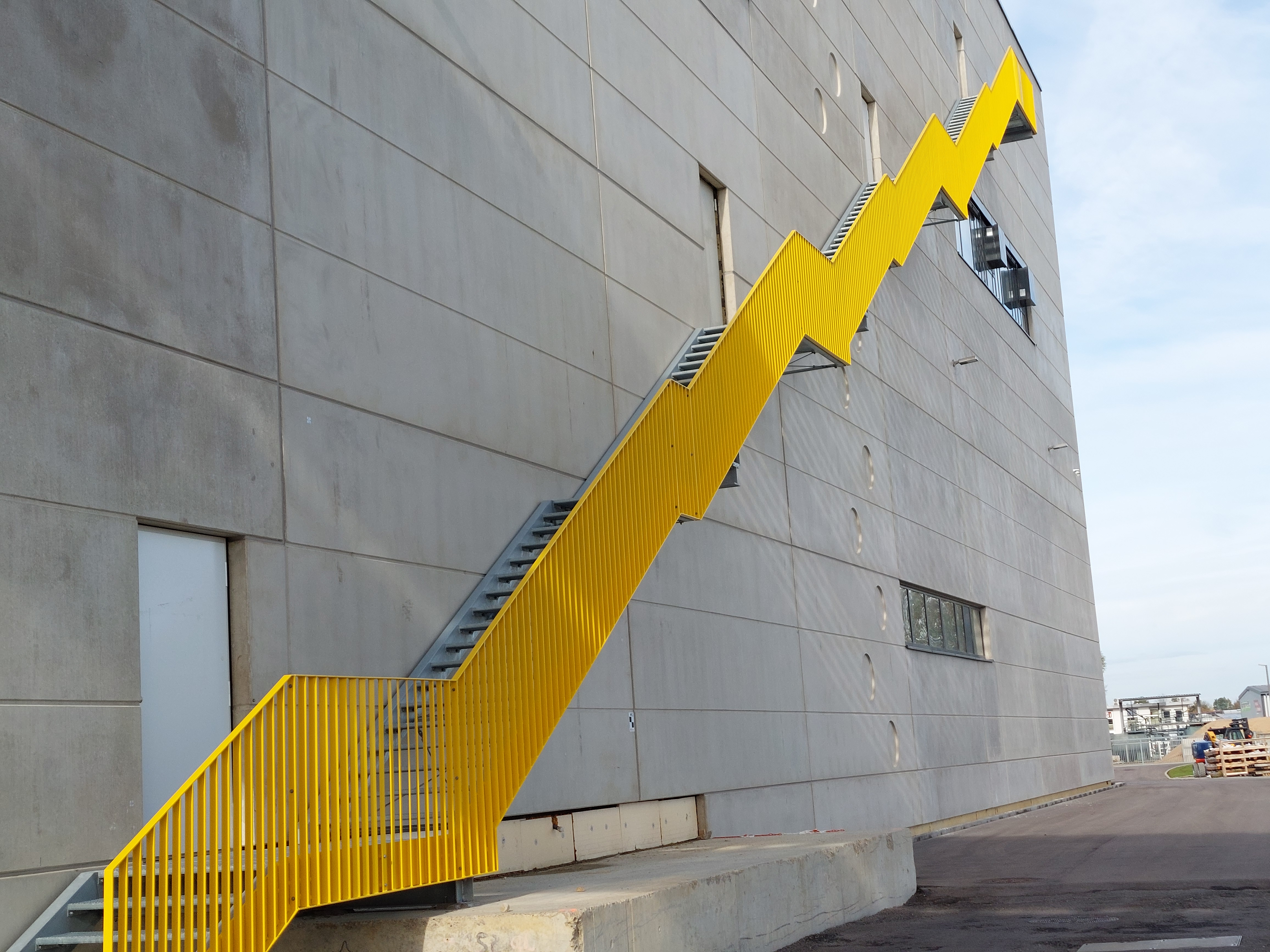
Geländer mit Duplexbeschichtung

Die Duplexbeschichtung ist ein Korrosionsschutzverfahren, bei dem ein Bauteil mit zwei verschiedenen Schichten beschichtet wird: einer Zinkschicht und einer darüberliegenden Schicht aus organischen Beschichtungsstoffen. Das Verfahren wird oft bei Stahlbauteilen angewendet, die in einer korrosiven Umgebung eingesetzt werden, wie beispielsweise in der chemischen Industrie oder in Meerwasserumgebung, des Weiteren beim Stahlbau und im Wohnungsbau.

## Bereitstellung eines Korrosionsschutzes auf Duplexbeschichtungsbasis

### Verfahrensaspekte
Die Zinkschicht wird in der Regel durch Feuerverzinkung auf das Bauteil aufgebracht. Dabei wird das Stahlbauteil in flüssiges Zink getaucht und somit komplett umhüllt. Das Zink bildet dann eine Schutzschicht auf dem Stahl, die eine hohe Korrosionsbeständigkeit aufweist und dem Bauteil einen zusätzlichen mechanischen Schutz bietet.
Die organische Beschichtung wird durch Flüssiglack oder Pulverbeschichtung auf der Zinkschicht erzeugt. Die organische Beschichtung hat eine sehr glatte und dichte Struktur, die das Eindringen von Feuchtigkeit und Sauerstoff verhindert. Dadurch wird die Zinkschicht vor weiterer Korrosion geschützt und die Lebensdauer des Bauteils deutlich verlängert.
Die Kombination aus Zinkschicht und organische Beschichtung in der Duplexbeschichtung bietet einen besseren Korrosionsschutz als jede Schicht allein. Die Zinkschicht bietet einen aktiven Schutz, indem sie Feuchtigkeit und Sauerstoff vom Stahl fernhält und somit eine erste Barriere gegen Korrosion bildet. Zink fungiert als „Opfermetall“ gegenüber Eisen. Kathodischer Rostschutz. Die organische Beschichtung hingegen bildet eine zweite Barriere gegen Korrosion, indem sie das Eindringen von Feuchtigkeit und Sauerstoff in die Zinkschicht hinein verhindert und somit letztlich den Materialverlust durch Korrosion unterbindet.
Zusammen bieten die beiden Schichten eine hohe Widerstandsfähigkeit gegen Korrosion und eine lange Lebensdauer des Bauteils. Die Duplexbeschichtung ist daher ein beliebtes Verfahren für den Korrosionsschutz von Stahlbauteilen, die in anspruchsvollen Umgebungen eingesetzt werden müssen. Zusätzlich zum sehr guten Korrosionsschutz kann der Schutzüberzug in jeder Farbe erstellt werden und genügt hohen ästhetischen Gesichtspunkten.

### Produktionsprozessablauf der Beschichtung
Metallteile werden in der Regel verzinkt und ohne schädliche Passivierung und Korrosionsansatz (Weißrost) im Beschichtungsbetrieb beschichtet. Zuerst erfolgt die Wareneingangskontrolle, mit chemischen Indikatoren können schädliche Passivierungen erkannt werden. Je nach gewünschter optischer Güte erfolgt ein Verputzen durch Schleifen, um Oberflächenstörungen vom Verzinkungsprozess zu egalisieren. Bei der Vorbehandlung zum Beschichten wird gesweept (leichtes Anstrahlen der Oberfläche mit eisenfreiem Strahlmittel) oder im chemischen Vorbehandlungsprozess die Zinkoberfläche gereinigt und aktiviert.
- Pulverbeschichtung ist für wenig korrosive Belastungen einschichtig mit witterungsbeständigen Polyesterpulvern möglich. Bei höheren korrosiven Belastungen ist eine Grundierung mit Epoxidharzpulver notwendig. Es können Schichtdicken von 80 bis 120 µm Zink und ca. 140–200 µm Pulverschicht erreicht werden.
- Flüssiglackbeschichtung erfolgt in der Regel mit mehrschichtigen Systemen, es sind Schichtdicken bis 450 µm möglich.

Bei der Ausführung der Oberflächenbehandlung muss sehr sorgfältig gearbeitet werden. Ausführungsfehler bei der Oberflächenvorbehandlung der Feuerverzinkung, bei der Herstellung des Zinküberzuges und seiner Nachbearbeitung ebenso wie bei der anschließenden Pulverbeschichtung können im schlimmsten Fall zur Pustelbildung führen. Um die Qualität des Produktionsprozesses im Griff zu haben, bietet es sich an, die beiden Fertigungsschritte „Feuerverzinkung“ und „Pulverbeschichtung“ möglichst „unter einem Dach“, d. h. ohne dazwischenliegenden größeren Transport, durchzuführen.